# Treinspotten

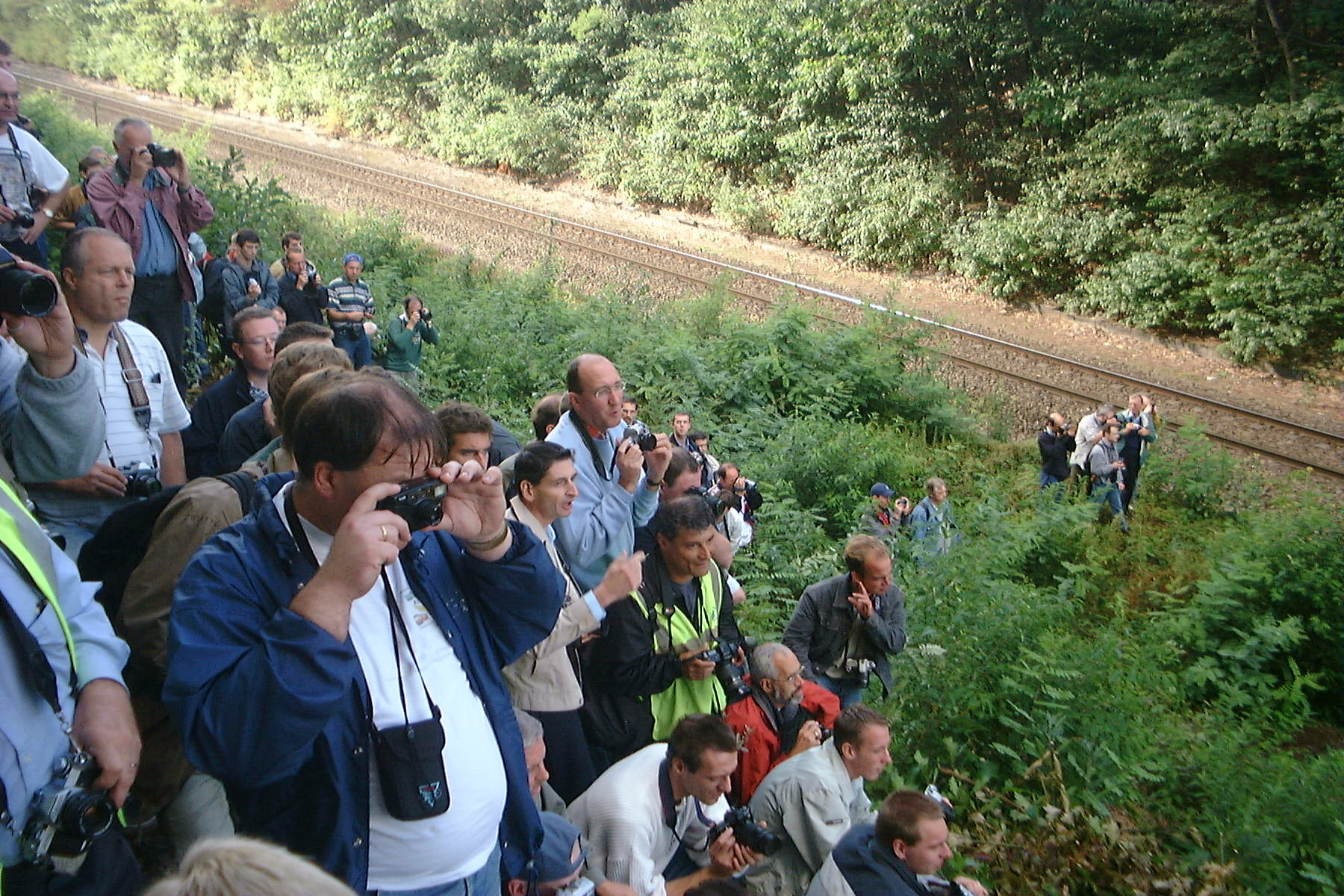
Een horde treinspotters in België.

Een treinspotter is iemand die langs de zijkant van een spoorweg langsrijdende treinen fotografeert of filmt en/of de nummers ervan noteert. De spots worden vaak via social media op het internet verspreid. Ook zijn hiervoor diverse whatsapp-groepen opgericht.

## Spotten zonder specifiek doel
In sommige gevallen gaat een treinspotter zonder specifiek doel spotten en noteert alle treinen die hij binnen een bepaalde tijd ziet. Hij noteert de nummers van de treinstellen of locomotieven die hij ziet bij het bijbehorende treinnummer uit de dienstregeling. Deze spotters gaan meestal naar druk bereden baanvakken. In Nederland zijn de overweg bij Hulten tussen Gilze en Rijen en Tilburg en de omgeving van station Dordrecht Zuid populaire spotplekken; in België de Bocht van Ekeren.
Een treinspotter heeft meestal informatie bij zich over de passeertijden van de treinen op dat baanvak. Dit kan gewoon het spoorboekje, maar ook een gedownloade (goederen)dienstregeling zijn.

## Spotten met specifiek doel
In veel andere gevallen willen spotters een bepaalde trein fotograferen ('platen' in het jargon). Het gaat dan vooral om speciale of extra treinen, een afwijkend materieeltype in een bepaalde treindienst of het spotten/fotograferen van omgeleide treinen door spoorwerkzaamheden. Hierdoor kunnen bepaalde treinen 'geplaat' worden op plaatsen waar ze normaal nooit komen.
Voor deze wijze van spotten wordt meestal de dienstregeling van deze speciale trein gedownload of wordt deze via email- of whatsappgroepen verspreid.
Behalve deze intensieve vormen van treinspotten, zijn er ook spotters die tijdens een normale treinreis spotten.

## Trivia
De Britpopband Oasis werkte in de jaren 90 niet mee aan de soundtrack van de film Trainspotting omdat de bandleden dachten dat de film over treinspotten ging.